# 瓜裂の清水

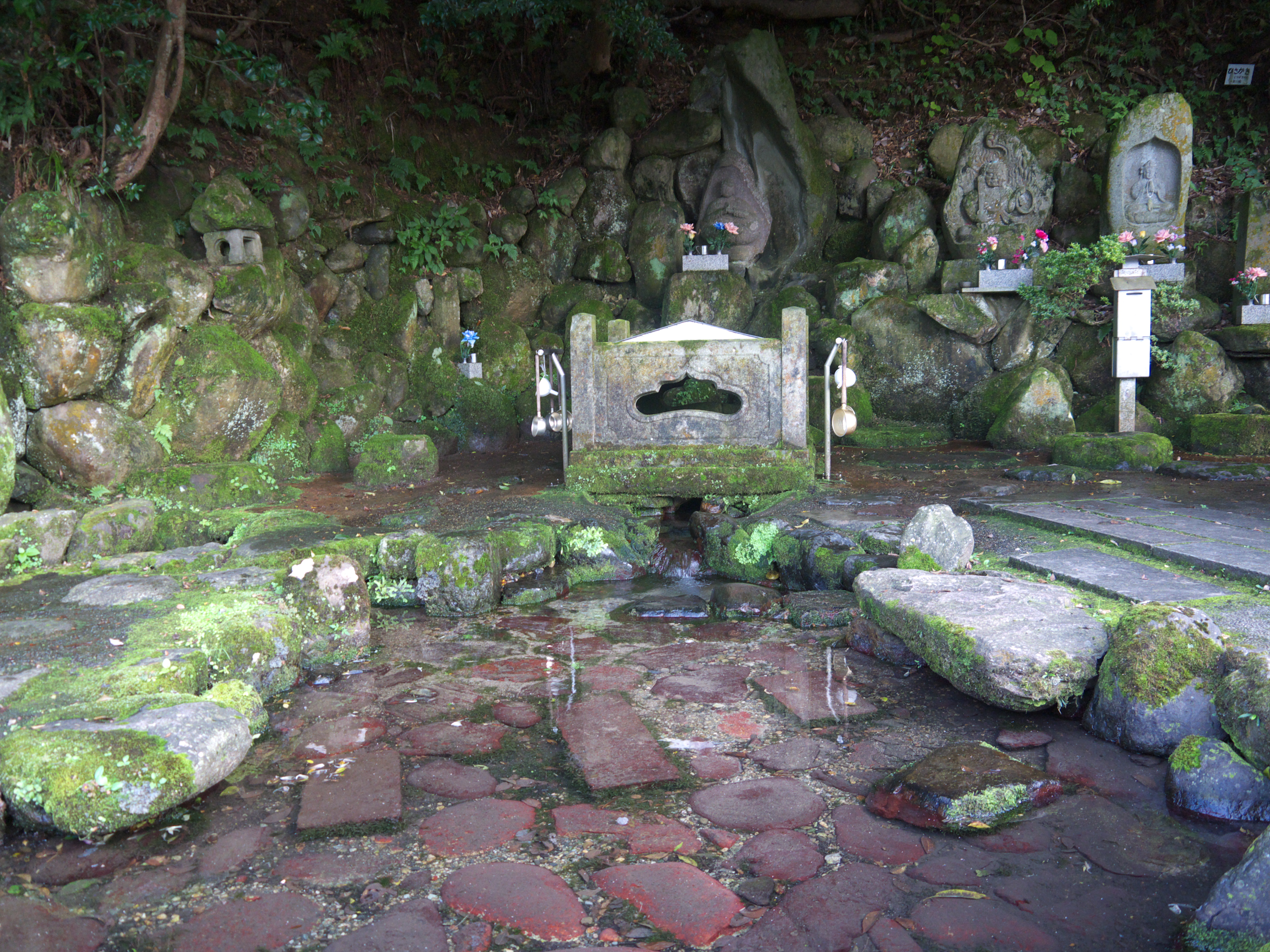
瓜裂の清水全体像

瓜裂の清水（うりわりのしょうず）は、富山県砺波市庄川町金屋にある湧水である。
1985年（昭和60年）3月に名水百選、1987年（昭和62年）年3月に砺波市指定文化財となった。
旧庄川町は豊かな水と緑の活力ある町・庄川として水の郷百選 選定されていて、瓜裂の清水は名水スポットの一つになっている。

## 概要
背後に八乙女山・閑乗寺県定公園の豊かなヒサカキの巨木やシデコブシ等の落葉広葉樹林の水源林を持ち庄川扇状地の扇先に当たる河岸段丘の斜面に自噴している。庄川扇状地の伏流水若しくは八乙女山の水源林や降雪等により涵養された地下水が河岸段丘に湧出しているものと考えられている。池には紅藻類が繁殖しているため、水中の石が赤く染まっている。庄川水記念公園を中心とする「水記念公園管理運営協議会」により管理されている。また、八乙女山には平成の名水百選不動滝の霊水がある。
1985年（昭和60年）10月には岩黒団地の長寿会が水琴窟を設置。
2023年（令和5年）7月の大雨で清水には大量の土砂が流入し、土砂を取り除いて清水は元に戻ったが、水琴窟は音が響かない状態となった。

## 由来
瑞泉寺（南砺市井波）を開いた綽如が岩黒で休憩していたところ、馬の蹄が沈んで跡には清水が湧き出した。清水の名は村人が献上するためにこの清水で冷やした瓜が自然に裂けるほど水が冷たかったことに由来する。

## 交通
- 鉄道　城端線砺波駅 バス（25分）「西野々」下車 徒歩10分
- 車　　国道156号 金屋交差点